# Alpine (comté de Mendocino, Californie)
Pour les articles homonymes, voir Alpine.
Alpine est une localité non incorporée du comté de Mendocino en Californie. Elle est située sur la California Western Railroad à 19 km au nord de Comptche. Son altitude est de 71 m.

## Source
- (en) Cet article est partiellement ou en totalité issu de l’article de Wikipédia en anglais intitulé « Alpine, Mendocino County, California » (voir la liste des auteurs).